# Contrat doctoral
En France, le contrat doctoral est un cadre juridique, créé par le décret 2009-464 du 23 avril 2009 et modifié par le décret 2016-1173 du 29 août 2016, auquel un établissement public peut se référer pour recruter un doctorant au moyen d'un contrat de travail de droit public à durée déterminée. Il se substitue à l'allocation de recherche, au monitorat d'initiation à l'enseignement supérieur et au dispositif des doctorants-conseils et a vocation à servir de cadre de référence unique se substituant à l'ensemble des autres contrats publics spécifiques aux doctorants.

## Établissements concernés
Les établissements pouvant utiliser le contrat doctoral sont les « établissements publics à caractère scientifique, culturel et professionnel, les établissements publics administratifs d'enseignement supérieur, les établissements publics scientifiques et technologiques et les autres établissements publics administratifs ayant une mission statutaire d'enseignement supérieur ou de recherche. ».

## Nature et durée du contrat
Le contrat doctoral est un contrat de travail à durée déterminée de droit public soumis aux dispositions générales applicables aux agents non titulaires de l'État fixées par le décret no 86-83 à l'exception de certains de ses articles. Il s'inscrit également dans le cadre de l'article L 412-2 du code de la recherche concernant les « contrats à durée déterminée » dont doivent être titulaires les bénéficiaires des « allocations individuelles spécifiques […] attribuées, sur des critères de qualité scientifique ou technique, […] afin de faciliter l'accès à la formation par la recherche » et datant de 1982.
Selon les art. 3, 7 et 8 du décret, la durée du contrat doctoral est de trois ans, prolongeable une fois pour une durée maximale d'un an et prorogeable pour une durée inférieure à un an en cas de congé parental ou de congé de maladie. Cependant, « si l'inscription en doctorat n'est pas renouvelée, il est mis fin de plein droit au contrat de doctorant contractuel au terme de la première ou de la deuxième année du contrat». Le doctorant contractuel licencié reçoit alors, selon le décret no 86-83, une indemnité de licenciement d'un demi mois de salaire par année d'ancienneté.
Selon l'article 9 du décret, le doctorant contractuel bénéficie de la législation relative aux accidents du travail et aux maladies professionnelles.
« Le contrat peut comporter une période d'essai d'une durée de deux mois. Durant cette période, le contrat peut être rompu par l'une ou l'autre des parties, sans indemnité ni préavis, par lettre recommandée avec accusé de réception. »
A la place de la commission consultative paritaire, dont ne dépendent pas les doctorants contractuels, « une commission consultative est instituée par le règlement intérieur de chaque établissement pour connaître des questions d'ordre individuel relatives à la situation professionnelle des doctorants contractuels. Elle comporte, en proportion égale, des représentants du conseil scientifique et des représentants élus des doctorants contractuels. Cette commission rend des avis motivés au chef d'établissement. Elle peut être saisie à l'initiative de tout doctorant contractuel ou du chef d'établissement. »

## Modalités de recrutement
Le doctorant contractuel est recruté par le chef d'établissement sur proposition du directeur de l'école doctorale, après avis du directeur de thèse et du directeur de l'unité ou équipe de recherche concernée. Selon l'arrêté du 7 août 2006, ce sont les écoles doctorales qui organisent, dans le cadre de la politique des établissements, l'attribution des contrats doctoraux.  

## Mission du «doctorant contractuel»
Le doctorant contractuel possède le statut d'agent non titulaire de l’État.
Il est engagé pour effectuer des activités de recherche liées à la préparation du doctorat. Il peut également être en plus chargé d'une mission : 
- d'enseignement dans le cadre d'une équipe pédagogique, pour un service égal au plus au tiers du service annuel d'enseignement de référence des enseignants-chercheurs (64 h équivalent TD ou TP). La définition du service de l'étudiant en contrat doctoral est directement reliée au décret no 84-431 du 6 juin 1984 (et notamment l'article 7) fixant les statuts des enseignants-chercheurs. De fait, l'équivalence TD/TP est automatique contrairement à la situation des ATER et des vacataires. ;
- de diffusion de l'information scientifique et technique ;
- de valorisation des résultats de la recherche scientifique et technique, pour un maximum de 32 jours ;
- d'expertise effectuées dans une entreprise, une collectivité territoriale, une administration, un établissement public, une association ou une fondation[3], reprenant le principe du « doctorant-conseil » [4].

Le cumul de l'ensemble de ces activités ne peut pas dépasser un sixième de la durée de travail effective (selon Décret no 2000-815 du 25 août 2000), soit environ 256 h sur les 1607 h. 
L'activité d'enseignement peut être réalisée dans un autre établissement, à la suite de l'établissement d'une convention avec l'établissement signataire du contrat doctoral, qui modifiera alors les obligations de service et la rémunération du doctorant contractuel par avenant au contrat doctoral. Tout cumul d'activité d'enseignement en dehors du cadre du contrat doctoral, en particulier sous forme de vacations, est proscrit pour les doctorants contractuels.

## Rémunération
La rémunération des doctorants contractuels est soumise à deux salaires minimaux selon que le doctorant contractuel effectue ou non une mission complémentaire. Ceux-ci ont été fixés initialement en avril 2009 par arrêté sur la base du montant de la rémunération d'un allocataire de recherche (1 663,22 € brut) et celle d'un allocataire de recherche - moniteur. Selon l'article L412-2 du code de la recherche, le montant de ce salaire minimum est indexé sur l'évolution des rémunérations de la fonction publique. Ils correspondaient ainsi en avril 2009 (valeur du point d'indice 4,593 4 €), sans mission complémentaire, à un indice majoré de 362 et, avec mission complémentaire, à un indice majoré de 435. À la suite des deux hausses du point d'indice en dates des 1er juillet (+0,5 %) et 1er octobre (+0,3 %), les salaires minimum au 1er octobre 2009 étaient de 1 676,55 € brut et 2 014,63 €. À la suite de la hausse de 0,5 % des rémunérations de la fonction publique au 1er juillet 2010, elle s'élève en 2015 à 1 684,93 euros bruts mensuels pour une activité de recherche seule et 2 024,70 euros bruts en cas d'activités complémentaires. Selon l'arrêté du 29 août 2016 fixant le montant de la rémunération du doctorant contractuel, la rémunération mensuelle est fixée à 1 758 euros bruts, le complément lié aux activités d'enseignement est dorénavant versé sous forme d'heures complémentaires réalisées en tant que vacataires. Les doctorants sous contrat de travail mais ne disposant pas de contrat doctoral sont rémunérés à l'INM 364, soit 1 695,54 € brut à la suite de l'augmentation de 0,6 % du point d'indice le 1er juillet 2016. Une nouvelle augmentation de 0,6 % est à compter au 1er février 2017.
En outre, selon l'article L412-2 du code de la recherche, toute personne morale publique ou privée peut abonder cette rémunération par une indemnité.